# Cervus III
|Cervus III es un sistema de detección, seguimiento e interceptación de drones aéreos y terrestres, desarrollado por la empresa española TRC en colaboración con el Ejército de Tierra, . Incorpora inteligencia artificial para automatizar y agilizar su operación, así como una torreta Guardian 2.0 de Escribano que permite el disparo de munición contra los objetivos. El sistema utiliza como plataforma los vehículos Uro VAMTAC ST5 y cuenta con sensores de radar, cámaras, antenas de radiofrecuencia e inhibidores. El Cervus III ha sido desplegado en misiones internacionales y operaciones domésticas, y representa un ejemplo de independencia tecnológica nacional.
El sistema se basa en los vehículos todoterreno Uro VAMTAC ST5, que llevan un habitáculo blindado con el sistema de mando y control, y una estación de armas remotamente manejada con una ametralladora pesada de 12,7 mm. El Cervus III ha superado su primer hito y está a punto de obtener la certificación del Ejército de Tierra. 
La amenaza detectada se traslada  al centro de operaciones del sistema antidrones donde se geoposiciona en el mapa, se identifica y "propone una acción". Es el propio CERVUS III el que recomienda al operador el siguiente paso para eliminar la amenaza. Puede ser inhibir, perturbar o derribar.Se necesita un operador humano para dar la última orden de intervención, lo que se conoce como man in the loop u hombre en el bucle. Siempre una persona debe soportar esta responsabilidad.